# Famiglia di comete quasi-Hilda
La famiglia di comete quasi-Hilda o QHC (sigla in inglese per quasi-Hilda comet) è costituita da un gruppo di comete appartenenti alla famiglia delle comete gioviane. La definizione "quasi-Hilda comet" è stata coniata nel 1979 dall'astronomo slovacco Ľubor Kresák.

## Orbite delle QHC
Le comete QHC hanno elementi orbitali molto simili a quelli degli asteroidi della Famiglia di asteroidi Hilda, la cui caratteristica più saliente è di avere periodi in risonanza 2:3 con Giove. L'eccentricità media è di 0,27, ma ci sono anche comete con eccentricità comprese tra 0,5 e 0,6. I valori dei loro parametri di Tisserand sono compresi tra 2,90 e 3,04.

## Comete QHC
Il seguente elenco riporta le comete appartenenti alla famiglia QHC, l'elenco non deve essere considerato statico ma è soggetto a frequenti modifiche in quanto, oltre a nuove scoperte, future evoluzioni possono farvi entrare comete non ancora appartenenti alla famiglia, mentre comete che ne fanno già parte possono uscirne:
| Nome                       | semiasse maggiore in U.A.                                                      | eccentricità                                                                   | inclinazione in gradi                                                          | Parametro di Tisserand                                                         |
| -------------------------- | ------------------------------------------------------------------------------ | ------------------------------------------------------------------------------ | ------------------------------------------------------------------------------ | ------------------------------------------------------------------------------ |
| 36P/Whipple                | 4,17                                                                           | 0,259                                                                          | 9,94                                                                           | 2,952                                                                          |
| 39P/Oterma                 | 7,25                                                                           | 0,246                                                                          | 1,94                                                                           | 3,025                                                                          |
| 74P/Smirnova-Chernykh      | 4,17                                                                           | 0,148                                                                          | 6,65                                                                           | 3,007                                                                          |
| 77P/Longmore               | 3,60                                                                           | 0,358                                                                          | 24,40                                                                          | 2,860                                                                          |
| 82P/Gehrels                | 4,14                                                                           | 0,124                                                                          | 1,13                                                                           | 3,027                                                                          |
| 111P/Helin-Roman-Crockett  | 4,05                                                                           | 0,140                                                                          | 4,23                                                                           | 3,023                                                                          |
| 117P/Helin-Roman-Alu       | 4,09                                                                           | 0,255                                                                          | 8,70                                                                           | 2,967                                                                          |
| 129P/Shoemaker-Levy        | 4,09                                                                           | 0,188                                                                          | 3,08                                                                           | 3,014                                                                          |
| 135P/Shoemaker-Levy        | 3,83                                                                           | 0,290                                                                          | 6,05                                                                           | 2,992                                                                          |
| 147P/Kushida-Muramatsu     | 3,80                                                                           | 0,277                                                                          | 2,37                                                                           | 3,010                                                                          |
| 212P/NEAT                  | 3,93                                                                           | 0,579                                                                          | 22,40                                                                          | 2,635                                                                          |
| 215P/NEAT                  | 4,03                                                                           | 0,199                                                                          | 12,79                                                                          | 2,974                                                                          |
| 228P/LINEAR                | 4,16                                                                           | 0,177                                                                          | 27,92                                                                          | 2,994                                                                          |
| 231P/LINEAR-NEAT           | 4,02                                                                           | 0,247                                                                          | 12,33                                                                          | 2,958                                                                          |
| 246P/NEAT                  | 4,01                                                                           | 0,287                                                                          | 15,99                                                                          | 2,914                                                                          |
| 362P/(457175) 2008 GO98    | 3,96                                                                           | 0,281                                                                          | 15,57                                                                          | 2,927                                                                          |
| 467P/LINEAR-Grauer         | 5,70                                                                           | 0,074                                                                          | 2,53°                                                                          | 2,999                                                                          |
| D/1977 C1 Skiff-Kosai      | 3,85                                                                           | 0,259                                                                          | 3,20                                                                           | 3,011                                                                          |
| D/1993 F2 Shoemaker-Levy 9 | non più esistente a seguito della collisione del luglio 1994 col pianeta Giove | non più esistente a seguito della collisione del luglio 1994 col pianeta Giove | non più esistente a seguito della collisione del luglio 1994 col pianeta Giove | non più esistente a seguito della collisione del luglio 1994 col pianeta Giove |
| P/1996 R2 Lagerkvist       | 3,78                                                                           | 0,310                                                                          | 2,61                                                                           | 2,995                                                                          |
| P/1999 XN120 Catalina      | 4,18                                                                           | 0,214                                                                          | 5,03                                                                           | 2,989                                                                          |
| P/2010 H2 Vales            | 3,85                                                                           | 0,193                                                                          | 14,26                                                                          | 2,988                                                                          |

## Catture come satelliti temporanei o collisioni
Parecchie delle comete QHC sono state soggette a vicende particolari col pianeta Giove, divenendone dei satelliti temporanei o entrandovi in collisione:
- la 39P/Oterma è stata catturata come satellite temporaneo di Giove dal 1935 al 1939 e dal 1962 al 1964[4].
- la 82P/Gehrels è stata catturata come satellite temporaneo di Giove dal 1966 al 1974[3].
- la 111P/Helin-Roman-Crockett è stata un satellite temporaneo di Giove dal 1967 al 1985 e lo sarà nuovamente tra il 2068 ed il 2086[5].
- la 147P/Kushida-Muramatsu è stata catturata come satellite temporaneo di Giove dal 1949 al 1961[3].
- la D/1993 F2 Shoemaker-Levy 9 è entrata in collisione col pianeta Giove tra il 16 e il 22 luglio 1994 dopo essersi frammentata precedentemente per essere entrata all'interno del limite di Roche del pianeta[6].
- la P/1996 R2 Lagerkvist è stata catturata come satellite temporaneo di Giove dal 1983 al 1993[3].